# Eduardo Maggiolo
Eduardo Maggiolo (ur. 2 sierpnia 1944) – argentyński zapaśnik walczący w obu stylach. Olimpijczyk z Monachium 1972, gdzie zajął 21. miejsce w stylu klasycznym i jedenaste w stylu wolnym. Walczył w wadze koguciej.
Brązowy medalista igrzysk panamerykańskich w 1971 roku.

## Letnie Igrzyska Olimpijskie 1972
| Konkurencja           | Rundy eliminacyjne | Rundy eliminacyjne | Klas. końcowa |
| Konkurencja           | Przeciwnik I       | Przeciwnik II      | Miejsce       |
| --------------------- | ------------------ | ------------------ | ------------- |
| 57 kg styl klasyczny. | Luís Grilo (POR) P | Hans Veil (FRG) P  | 21.           |

| Konkurencja       | Rundy eliminacyjne   | Rundy eliminacyjne    | Rundy eliminacyjne   | Rundy eliminacyjne | Klas. końcowa |
| Konkurencja       | Przeciwnik I         | Przeciwnik II         | Przeciwnik III       | Przeciwnik IV      | Miejsce       |
| ----------------- | -------------------- | --------------------- | -------------------- | ------------------ | ------------- |
| 57 kg styl wolny. | Luis Fuentes (GUA) Z | Raymond Barry (AUS) Z | Rick Sanders (USA) P | Prem Nath (IND) P  | 11.           |